# John Nicholson
John Barry Nicholson (Auckland, 6 ottobre 1941 – Clarks Beach, 19 settembre 2017) è stato un pilota automobilistico neozelandese.

## Carriera
Dopo essersi distinto nella Formula Atlantic, ha corso in Formula 1 un solo Gran Premio valido per il Campionato Mondiale, quello di Gran Bretagna del 1975, al volante di una Lyncar (nello stesso GP aveva tentato di qualificarsi anche l'anno precedente, sempre con la stessa vettura, ma senza successo); nello stesso anno partecipò anche alla Race of Champions, gara non valida per il titolo.

## Risultati in Formula 1
| 1974 | Scuderia    | Vettura |  |  |  |  |  |  |  |  |  |    |  |  |  |  |  | Punti | Pos. |
| ---- | ----------- | ------- |  |  |  |  |  |  |  |  |  | -- |  |  |  |  |  | ----- | ---- |
| 1974 | Pinch Plant | Lyncar  |  |  |  |  |  |  |  |  |  | NQ |  |  |  |  |  | 0     |      |

| 1975 | Scuderia    | Vettura |  |  |  |  |  |  |  |  |  |    |  |  |  |  |  | Punti | Pos. |
| ---- | ----------- | ------- |  |  |  |  |  |  |  |  |  | -- |  |  |  |  |  | ----- | ---- |
| 1975 | Pinch Plant | Lyncar  |  |  |  |  |  |  |  |  |  | 17 |  |  |  |  |  | 0     |      |

| Legenda | 1º posto     | 2º posto | 3º posto    | A punti         | Senza punti/Non class.  | Grassetto – Pole position Corsivo – Giro più veloce |
| Legenda | Squalificato | Ritirato | Non partito | Non qualificato | Solo prove/Terzo pilota | Grassetto – Pole position Corsivo – Giro più veloce |